# ドナウ川のシーチ

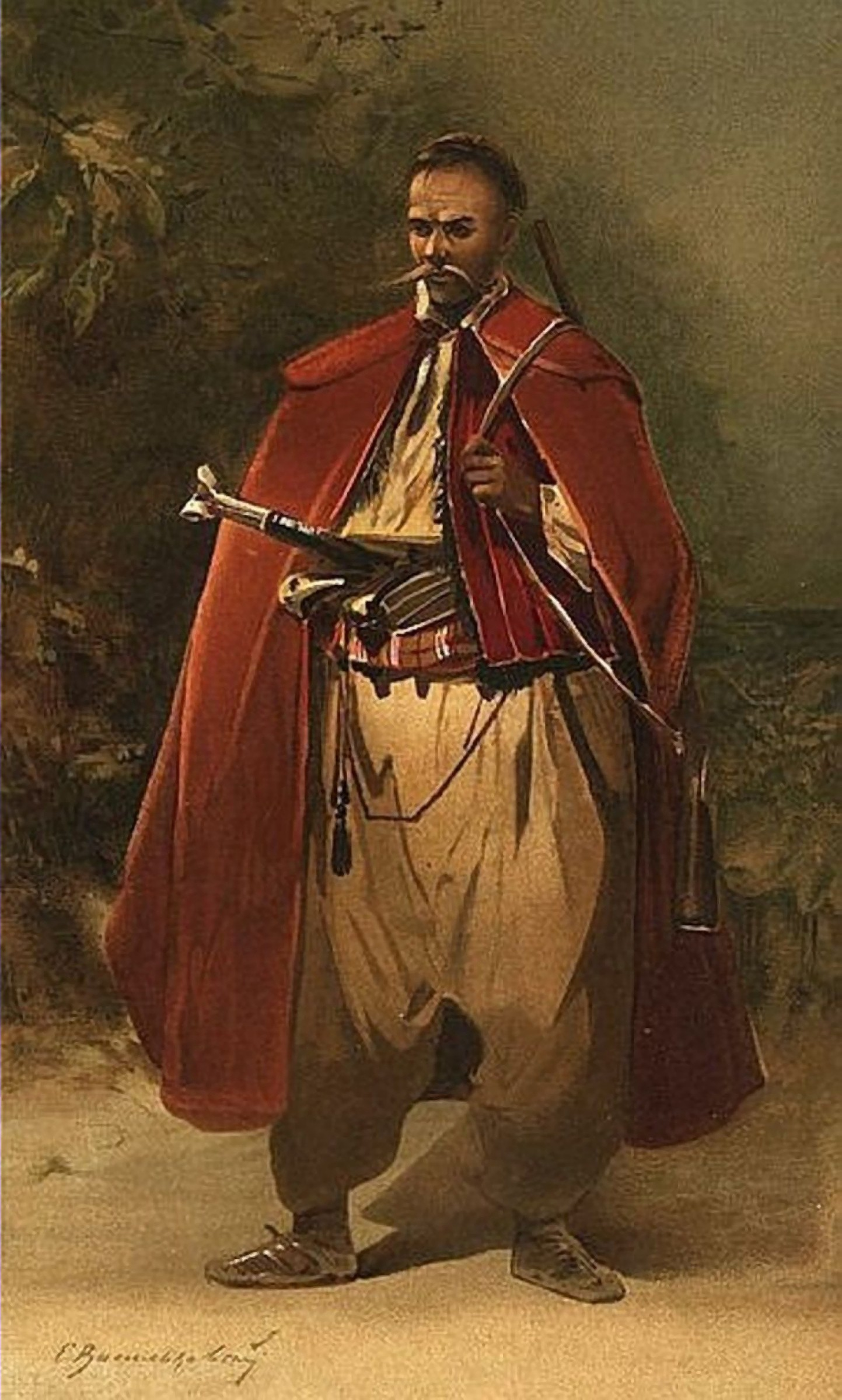
ドナウ川のザポロージャ・コサック（セルヒーイ・ヴァスィリキーウシクィイ）。

ドナウ川のシーチ（ウクライナ語:Задунайська Січ）は、1775年から1828年までオスマン帝国領のドナウ川の下流に存在したウクライナ・コサックの軍事組織である。この組織を中心とした軍隊はドナウ川コサック軍あるいはドナウ・コサックと呼ばれる。

## 概要
1775年、ロシア帝国は、それまでウクライナ・コサックの本拠地であったザポロージャのシーチを破壊した。数千人のコサックは迫害、流刑と強制的農奴化から逃れ、オスマン帝国領のドナウ川の下流、ドブロジャ地方にたどり着いた。オスマン帝国の政府はコサックの忠誠と軍役と引き換えにコサックの内政自治権を認め、南ブーフ川とドナウ川の間の領地を下賜した。そこでコサックはドナウ川河口に新しい根拠地（シーチ）を創建したが、その領地では以前にヘクラソフ衆というロシア・コサックの一派がオスマン帝国の皇帝の保護を受けて住んでいたので、領土争いが始まった。結局、7000人のウクライナ・コサックはオスマン帝国のシリストラ州のセイメニ地方へ移住され、残りの8000人は神聖ローマ帝国皇帝のヨーゼフ2世の招待に応じてバナト地方でオーストリアの国境防衛軍として置かれた。しかし、後者はゲルマン系の官僚主義とコサックの理想に反する厳しい管理に対して耐え切れず、1805年にオーストリアを離れてオスマン帝国のセイメニ地方へ戻った。
1813年の春、ウクライナ・コサックはドナウ川のカテルレーズ地方で新たなシーチを創立したが、2年後、それをドナウ川の支流であるドナヴェツィ川へ移動した。このシーチの組織はザポロージャのシーチと同様なものだった。最高機関は軍事議会が存在し、そこでコサックの長官である軍隊長、軍裁判官、書記官、軍律取締役と通詞役が選ばれていた。コサック全員が軍事議会に参議権を持ち、長官選挙での被選挙権・選挙権を有していた。シーチは、短期間内でウクライナ人の政治的・社会的な中心となり、そこへロシアの支配下にあるウクライナから迫害を受けた下級コサックと農民が次々と逃亡していった。
ドナウ川のコサックは正教徒であったが、オスマン帝国の軍隊として同教徒であったセルビア人（1815年‐1816年）、ギリシア人（1821年）、ルーマニア人（1821年‐1822年）の反乱者と戦わねばならなかった。また、ウクライナに帰りたいという思いを抱くコサックも少なくなかった。1828年、露土戦争の最中に、イスラム教徒への不満と故国への郷愁を理由に、ヨスィプ・フラドクィーイが率いる1500人のウクライナ・コサックは、イズマイール市の辺りでオスマン帝国側からロシア帝国側へ寝返った。それらのコサックはロシア軍の枠組みでアゾフ・コサック軍として編制された。しかし、フラドクィーイの行動によってオスマン帝国に残されたコサックはオスマン帝国政府による厳しい沙汰を受けた。コサックの棟梁であるイヴァン・バランと長官たちが捕らえられて牢屋に入られ、シーチにいたコサックは全員が殺害され、シーチの教会、学校、図書館などが防備施設とともに焼かれた。

## 文化的遺産
- 1863年、ウクライナの作曲セメン・グラク・アルテモヴシクィイはドナウ川のシーチを記念に「ドナウ川のコサック」（Запорожець за Дунаєм）というオペラを作成した。

## 関連記事
- シーチ
- ウクライナ・コサック
  - アゾフ・コサック軍

## 注
1. ↑  越ドナウ・シーチとも。ウクライナ側から見た場合にドナウ川の対岸、他国側の岸にあるシーチを意味している。
2. ↑  現在ウクライナのオデッサ州のヴィルコヴェ市か旧カラオルマン村の地域に当たる。